# Zanna chennelli
Zanna chennelli är en insektsart som beskrevs av William Lucas Distant 1906. Zanna chennelli ingår i släktet Zanna och familjen lyktstritar. Inga underarter finns listade i Catalogue of Life.